# 브륄의 테라스

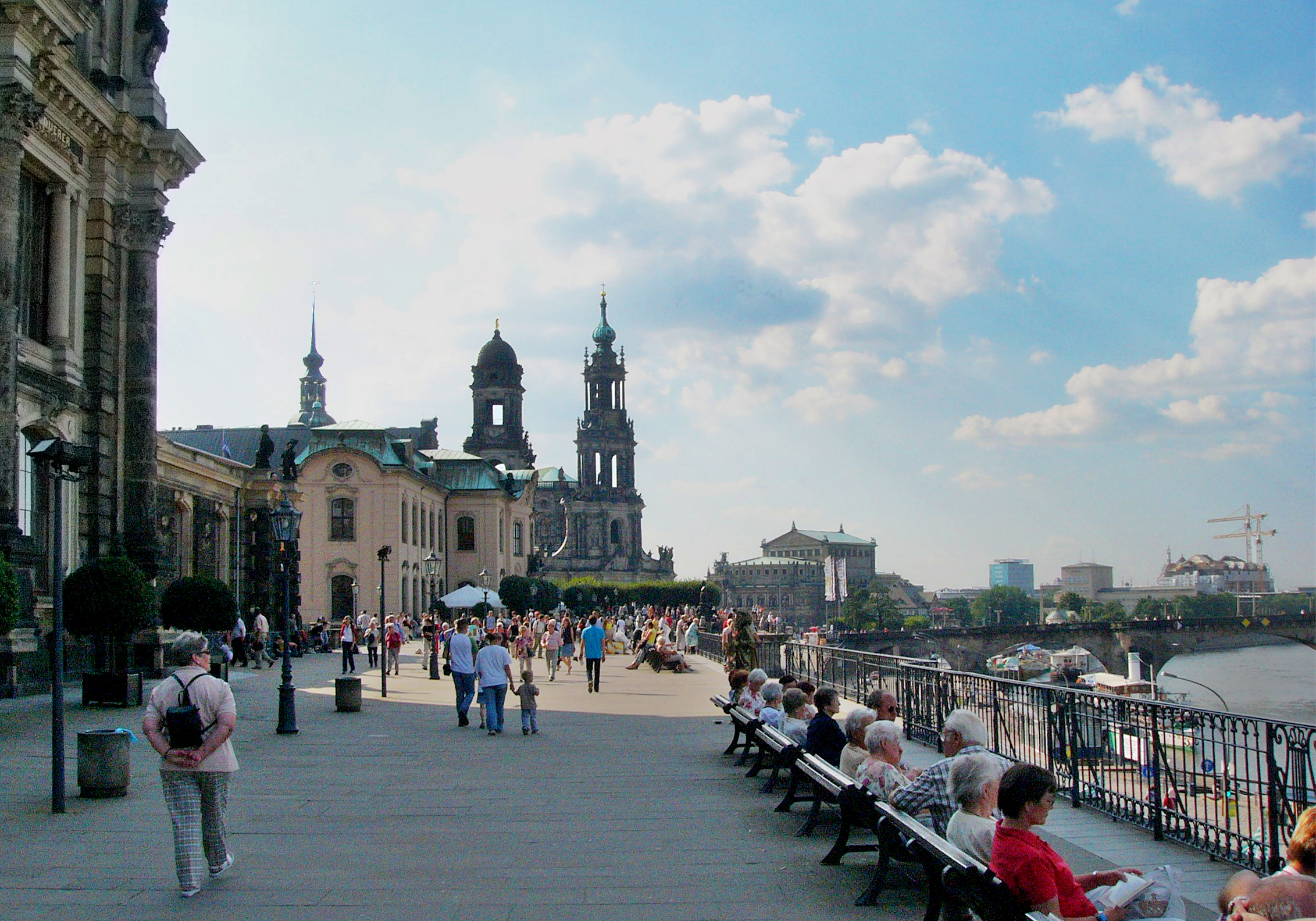
브륄의 테라스

브륄의 테라스(독일어: Brühlsche Terrasse)는 독일 작센주 드레스덴에 있는 역사적인 건축물들이 늘어서 있는 곳이다. "유럽의 발코니"라는 별명을 가진 이 테라스는 엘베강둑 위로 높이 뻗어 있으며, 최근에 노이마르크트 광장과 성모교회 북쪽에 있다.

## 역사
현재 테라스는 도시 요새의 일부였으며, 1546년~1947년 슈말칼덴 전쟁 이후 작센 선제후 마우리츠와 그의 후계자 아우구스트, 크리스티안의 명령에 따라 재건되었다. 브륄의 테라스라는 이름은 선제후 아우구스트 3세의 장관 이었던 하인리히 폰 브륄 백작을 지칭하는데, 그는 1737년부터 이곳에 갤러리, 도서관, 인접한 정원이 있는 도시 궁전을 건설했다. 1747년 작센 선제후는 개량세를 혁신적으로 도입한 것에 대한 선물로 테라스 전체를 그에게 주었다.
라이프치히 전투에서 작센이 패배하고 러시아 군대가 점령한 후, 니콜라이 레프닌볼콘스키는 1814년에 대중에게 개방하도록 명령했다. 그는 건축가 고틀로브 프리드리히 토르마이어에게 드레스덴성 광장과 아우구스트 다리에서 테라스로 이어지는 서쪽 끝에 계단을 짓도록 명령했다. 브륄 궁전은 1900년에 작센 슈테인하우스를 짓는 동안 철거되었다.
이 곳은 1945년 2월 제2차 세계 대전 말기 연합군의 드레스덴 폭격으로 도시가 심하게 타격을 입었을 때 완전히 파괴되었다. 오늘날에 재건되었으며, 정확한 복원 규모는 추정하기 어렵지만 일반적으로 과거와 오늘날 매우 유사하다고 여겨진다.